# Катастрофизм
Катастрофи́зм (от др.-греч. καταστροφή «переворот»), или теория катастроф — система представлений об изменениях живого мира во времени под влиянием событий, приводящих к массовому вымиранию организмов.
Согласно этому учению, геологическая история Земли состояла из ряда этапов спокойного развития, разделяемых бурными катастрофами (катаклизмами), изменявшими облик Земли. Сторонники этого учения получили название катастрофистов.

## История
В геологической науке XVIII—XIX столетий была распространена теория катастрофизма. В частности, известность имела теория Уильями Уистона, изложенная в его работе «Новая теория Земли», согласно которой геологические явления объяснялись столкновениям с кометами. Суть теории Уистона заключается в гипотезе о происхождении Земли путем превращения кометы в идеальный мир, движущийся по круговой орбите без наклона и вращения. Уистон утверждал, что столкновение ещё одной кометы с Землей привело к изменению ее орбиты и запуску вращения. Это предполагаемое событие привело к появлению трещин в земной коре, что вызвало библейский потоп и обильные дожди из-за конденсации хвоста кометы. Эти идеи поддерживались физиками и астрономами, такими как Эдмунд Галлей и Исаак Ньютон.
Катастрофизм как цельную гипотезу разработал известный французский учёный Жорж Кювье. Изучая ископаемые остатки животных в каменных отложениях парижского бассейна, он обнаружил, что в каждом слое породы встречаются остатки определённых видов животных, не похожих на ныне существующих. Он пришёл к выводу, что появление новых видов происходит в результате божественного акта творения, а вымирание — в результате происходящих на нашей планете событий, гораздо более масштабных, чем любые природные явления современности, например, катастрофических наводнений. Последней такой катастрофой он считал библейский Всемирный потоп. После таких катастроф восстановление флоры и фауны обеспечивалось за счёт видов, пришедших из отдалённых местностей, не подвергшихся (или слабее подвергшихся) катастрофе. Что же касается самих биологических видов, то они, по мнению Ж. Кювье, оставались неизменными между катастрофами (хотя ближе к концу жизни он пришёл к выводу о возможности приспособления видов к особенностям окружения и наследования этих приспособлений потомками).
Катастрофизм был позитивно воспринят не в последнюю очередь благодаря тому, что хорошо соответствовал господствовавшим в начале XIX века религиозным представлениям. Согласно некоторым последователям Кювье, восстановление живого мира происходило благодаря повторным актам творения. Так, А. Д. Д’Орбиньи утверждал, что Земля за свою историю пережила 27 катастроф, уничтожавших весь существовавший ранее органический мир.
Катастрофизм был развенчан в середине XIX века работами Чарлза Лайелла, геологические труды которого были построены на принципах актуализма. Лайелл в своих отзывах на теорию Кювье утверждал, что представление о существовании катаклизмов и внезапных геологических и биологических изменениях обусловлены неполнотой геологической летописи. Он сравнивал ее с книгой, которую можно прочитать, но в которой отсутствует множество страниц (из-за того, что соответствующие геологические слои подверглись эрозии или не отложились в породе). Таким образом, по мнению Лайелла, наблюдательным данным нельзя доверять. Поскольку теории о катастрофах во многом носили спекулятивный характер, градуализм утвердился в качестве основного направления геологической науки, и даже открытие тектоники плит мало повлияло на это.
Некоторые представления о важной роли катастроф в эволюции живого возродились позже в виде неокатастрофизма. Одним из ключевых доводов его сторонников является предположение Альвареса, высказанное в 1980 году, о том, что вымирание динозавров на границе мелового и палеогенового периода было вызвано мощным столкновением с астероидом или кометой. Дальнейшие исследования привели к открытию кратера Чиксулуб на полуострове Юкатан и следов иридия в нём, характерного для космических объектов, что считается подтверждением определённого влияния космической катастрофы на массовую гибель динозавров. Другие аргументы в пользу катастрофистской теории включают корреляцию массовых вымираний с гигантскими вулканическими извержениями, а также цикличность событий на геологической шкале, которая может быть связана с астрономическими факторами, такими как движение Солнечной системы по орбите вокруг центра Галактики.